# 루스 클라리타
《루스 클라리타》(스페인어: Luz clarita)은 1996년부터 1997년까지 방영된 멕시코의 텔레노벨라이다.